# Xã Lafayette, Quận Madison, Indiana
Xã Lafayette (tiếng Anh: Lafayette Township) là một xã thuộc quận Madison, tiểu bang Indiana, Hoa Kỳ. Năm 2010, dân số của xã này là 5.275 người.